# Martina Plura
Martina Plura (* 12. Dezember 1985 in Neuwied) ist eine deutsche Filmregisseurin.

## Leben
Gemeinsam mit ihrer Zwillingsschwester Monika Plura drehte sie im Alter von elf Jahren die ersten eigenen Filme.
Nach dem Abitur am Rhein-Wied-Gymnasium in Neuwied studierte sie Mediale Künste an der Kunsthochschule für Medien Köln. Dem schloss sich ein Auslandsjahr in der Spielfilmklasse der Escuela Internacional de Ciné y Television in Kuba an. Ein Jahr später entstand in Kuba auch ihr Diplomfilm, die Filmdokumentation Cuba Libre. Es folgte von 2012 bis 2014 ein Regiestudium an der Hamburg Media School, das sie mit einem Master of Arts abschloss.
2015 erschien die Filmkomödie Vorstadtrocker, ihr Debütfilm als Regisseurin in der Nachwuchsreihe-Reihe Nordlichter auf NDR. 2017 folgte der norddeutsche Western Dreizehnuhrmittags. Anschließend führte sie Regie bei der ZDFneo-Sitcom Tanken – mehr als Super.

## Ehrungen und Auszeichnungen
2011 wurde Martina Plura gemeinsam mit ihrer Zwillingsschwester mit dem Johanna-Loewenherz-Stipendium ausgezeichnet. Die Begründung lautete zusammengefasst „Monika und Martina Plura sind Frauen, die in ihrem Bereich erfolgreich studieren, Frauenthemen in ihren Filmen aufgreifen und sich mit ihrem ehrenamtlichen Einsatz in Neuwied besonders für Frauen bzw. Mädchen einsetzen“. 2015 wurde ihr Debütfilm auf den 37. Biberacher Filmfestspielen aufgeführt und erhielt dort den Fernsehpreis.

## Filmografie
- 2004: Tote Hunde bellen nicht (Kurzfilm)
- 2009: Das Büdchen (Kurzfilm)
- 2010: Ingeborgs 83. (Kurzfilm)
- 2011: Ich wette Du traust Dich nicht (Kurzfilm)
- 2012: Cuba Libre (Dokumentarfilm)
- 2013: Ketten der Liebe (Kurzfilm)
- 2014: Ein kleiner Horrorfilm (Kurzfilm)
- 2014: Da nicht für (Kurzfilm)
- 2015: Vorstadtrocker (Fernsehfilm)
- 2018: Dreizehnuhrmittags (Fernsehfilm)
- 2019: Tanken – mehr als Super (Fernsehserie, 3 Folgen)
- 2019: Letzte Spur Berlin (Fernsehserie, 2 Folgen)
- 2020: Friesland: Aus dem Ruder (Fernsehreihe)
- 2022: Mein Lotta-Leben: Alles Tschaka mit Alpaka!
- 2023: Achtsam morden (Fernsehserie)
- 2025: Mädchen Mädchen

## Auszeichnungen
- Bester Fernsehfilm – Vorstadtrocker – 37. Biberacher Filmfestspiele[6]
- Bester Kurzfilm – Ketten der Liebe – 14. Festival International du Court Métrage[7]